# Trachyoribates viktortsoii
Trachyoribates viktortsoii (лат.) — вид непаразитических панцирных клещей из семейства Haplozetidae. Эндемик Малайзии, который был назван в честь рок-музыканта Виктора Цоя.

## Распространение
Встречается в подстилке лесов Малайзии (Юго-Восточная Азия). Perak District, 50 км с.-в. Gerik, Titiwangsa, 05°36’17.4"N, 101°32’34.0"E, высота 1100 м, лесной комплекс Belum-Temenggor.

## Описание
Микроскопического размера клещи с округлой формой тела (около 0,3 мм). Размеры тела самок и самцов: 332—398 × 232—265 мкм. Основная окраска тела от светло-коричневой до красно-коричневой. Рострум округлый. Ботридиальная щетинка длинная, булавовидная. Ботридиум с латеральным зубцом. Претарзус ног с тремя коготками. Вертлуг третьей пары ног с одной щетинкой. Trachyoribates viktortsoii морфологически сходен с таксоном Trachyoribates annobonicus Pérez-Íñigo, 1981 (Африка) по таким признакам как наличие длинных интерламеллярных щетинок и трёхчлениковых ног, но отличается от последнего полностью сетчатой поверхностью тела (продорзум, нотогастер и вентер мелко сетчатые), пятью парами генитальных щетинок и 11 парами нотогастральных setal alveoli, включая dp. Вид Trachyoribates viktortsoii был впервые описан в 2019 году крупным российским акарологом Сергеем Ермиловым (Тюменский государственный университет) и включён в состав рода Trachyoribates Berlese, 1908 из семейства Haplozetidae (Oripodoidea).

## Этимология
T. viktortsoii был назван в честь легендарного советского рок-музыканта Виктора Цоя (1962—1990), чьим поклонником является автор описания нового для науки членистоногого.